# Psychotria roseata
Psychotria roseata är en måreväxtart som först beskrevs av Francis Raymond Fosberg, och fick sitt nu gällande namn av Albert Charles Smith. Psychotria roseata ingår i släktet Psychotria och familjen måreväxter. Inga underarter finns listade i Catalogue of Life.